# Fede come patate
Fede come patate (Faith like Potatoes) è un film del 2006 diretto da Regardt van den Bergh.
La pellicola è tratta dall'omonimo libro autobiografico del 1998 del predicatore evangelico Angus Buchan.

## Trama
Angus Buchan, un coltivatore scozzese insediatosi in Zambia e poi in Sudafrica, lavora duramente per portare avanti la sua impresa agricola. A causa della stanchezza, si mostra spesso scontroso con la moglie Jill e con gli zulu che lavorano per lui. Un giorno, trovandosi in chiesa con la famiglia, decide improvvisamente di dare un taglio nuovo alla propria vita, improntandola interamente alla fede cristiana; questo lo fa diventare più comprensivo e gentile verso le persone che ha intorno e lo convince a trasformare in parte la sua attività da coltivatore a predicatore. La sua fede, alimentata dalla convinzione che Dio gli abbia parlato, lo conduce inoltre a investire ogni risorsa nella semina delle patate, nonostante tutti lo sconsiglino a farlo per via della siccità in corso.